# هاروكي موراماتسو
هاروكي موراماتسو (باليابانية: 村松治樹) هو لاعب دارت ياباني، ولد في 15 أبريل 1977 في إيواته في اليابان.

## وصلات خارجية
- هاروكي موراماتسو على موقع DartsDatabase.co.uk (الإنجليزية)